# Pirelli
Pirelli & C. SpA er et italienskbaseret multinationalt selskab, der er særlig kendt for sin dækproduktion. I 2008 omsatte virksomheden for 4,66 mia. euro, mens man beskæftigede 31.060 ansatte. Hovedkontoret er beliggende i Milano.
Virksomheden blev grundlagt i 1872 af Giovanni Battista Pirelli. Pirelli opfandt i 1974 det brede radialdæk efter opfordrning fra Lancia-rallyteamet, der skulle anvendes til den nye Lancia Stratos. Pirellis dæk bruges i dag blandt andet af Subaru i World Rally Championship. Pirelli var gennem adskillige år sponsor for fodboldklubben FC Internazionale Milano.
Selskabet havde en periode også kabelproduktion, men denne division blev i 2005 solgt til Goldman Sachs.
- Dæk fra Pirelli.
- Pirelli Cinturato Winter 195/55 R 16 91 H
- Pirelli P Zero 285/35 ZR20